# 마누엘 네이라
마누엘 네이라(스페인어: Manuel Neira)는 칠레의 전 축구 공격수이다. 본명은 마누엘 알레한드로 네이라 디아스(스페인어: Manuel Alejandro Neira Díaz)이고, 콜로-콜로, UD 라스팔마스, 라싱 클루브, 우니온 에스파뇰라 등에서 활동한 바 있다.